# Dysderina concinna
Dysderina concinna là một loài nhện trong họ Oonopidae.
Loài này thuộc chi Dysderina. Dysderina concinna được Arthur M. Chickering miêu tả năm 1968.